# Jayron Kearse
Jayron Kearse (Fort Myers, 11 febbraio 1994) è un giocatore di football americano statunitense che milita nel ruolo di safety per i Dallas Cowboys della National Football League (NFL).

## Carriera universitaria
In gioventù frequenta per tre anni la Cypress Lake High School di Fort Myers, Florida, praticando il football americano principalmente come quarterback, per poi trasferirsi all'ultimo anno alla South Fort Myers High School, dove viene invece impiegato come running back, safety e wide receiver.
Inizialmente preimmatricolatosi presso l'università di Auburn nell'agosto 2011, sceglie infine di frequentare la Clemson University. Entra tra le file dei Clemson Tigers, recuperando progressivamente la forma fisica dopo un infortunio in apertura di stagione e guadagnando un posto da titolare per il 2014. Nel marzo 2016 decide di rinunciare all'ultimo anno collegiale per potersi candidare al Draft NFL 2016.

## Carriera professionistica

### Minnesota Vikings
Kearse viene selezionato come 244ª scelta in assoluto dai Minnesota Vikings al settimo giro del Draft NFL 2016. Viene integrato come riserva nella prima squadra dei Vikings, accumulando 16 presenze (di cui una da titolare) nel corso della sua annata da rookie. Per il 2017 è invece inserito stabilmente nello special team della squadra. Per il 2019 viene impiegato principalmente come free safety.

### Detroit Lions e Baltimore Ravens
Il 27 marzo 2020 sigla un accordo annuale con i Detroit Lions. Il 31 luglio seguente viene sospeso per le prime tre gare stagionali a causa di una violazione da lui commessa contro il regolamento anti-doping dell'NFL. Debutta con la nuova squadra il 4 ottobre, nella partita del quarto turno persa contro i New Orleans Saints (29-35). Svolge la stagione da strong safety titolare dei Lions; viene escluso dai convocati nel match di week 16 contro i Tampa Bay Buccaneers a causa di un duplice violamento del regolamento di squadra. Viene quindi svincolato già il 28 dicembre 2020.
Il 31 dicembre successivo si aggrega alla squadra di allenamento dei Baltimore Ravens. Il rapporto tra le due parti termina però già il 25 gennaio 2021.

### Dallas Cowboys
Il 30 marzo 2021 si accasa ai Dallas Cowboys, per i quali è strong safety titolare durante la stagione 2021, fornendo prestazioni che gli valgono la riconferma nella primavera 2022. Nel primo turno dei playoff 2022 mette a segno un intercetto su Tom Brady nella vittoria in casa dei Tampa Bay Buccaneers.